# Luci Corneli Lèntul (cònsol 130 aC)
Luci Corneli Lèntul (en llatí: Lucius Cornelius Lentulus) va ser un militar i magistrat romà del segle ii aC que va ser cònsol l'any 130 aC. Formava part dels Lèntuls, una branca de la gens Cornèlia, família d'origen patrici.
L'existència d'aquest personatge es coneix de manera indirecta. Als Fastos Capitolins, com a cònsols d'aquest any figuren Marc Perpenna i Gai Claudi Pulcre, però es pot entreveure un tercer personatge amb el prenom de Luci, que no correspon a cap dels dos anteriors, però sí al Lèntul que apareix a la Cronografia del 354 com a cònsol aquest mateix any. Hom dedueix que va morir durant el seu consolat i el va substituir Claudi.
No se'n coneix la filiació, cosa que complica la identificació amb altres personatges. D'entrada, es podria correspondre amb el legat a Macedònia el 168 aC; amb el magistrat (pretor?) que el 140 aC va proposar de portar aigua al Capitoli amb un aqüeducte; i amb el pretor a Sicília el 137 aC. En cas d'identificar-se amb el qüestor del qual s'ha trobat una inscripció a Delos, seria fill de Servi, probablement Servi Corneli Lèntul, pretor el 169 aC; però la identificació està lluny de ser confirmada i acceptada per tots els estudiosos, atès que la inscripció podria ser del segle i aC.